# Pojistné
Pojistné představuje cenu za poskytnutí pojistné ochrany. V zákoně je definováno jako úplata za soukromé pojištění. Výpočet výšky pojistného je důležitou úlohou komerční pojišťovny a na žádost pojistníka je pojistitel povinen sdělit zásady pro stanovení výše pojistného. Právo pojistitele na pojistné vzniká dnem uzavření pojistné smlouvy nebo dnem dohodnutým v pojistné smlouvě, a to pokud zákon nestanoví jinak. Běžné pojistné je splatné první den pojistného období a jednorázové pojistné dnem počátku soukromého pojištění.
Pojistné placené pojištěným představuje jeho příspěvek do společného fondu. Příspěvek musí být spravedlivý a musí odrážet stupeň rizika, který konkrétní pojištěný do sdružení přináší. Pojistné musí být dostatečné, aby pokrývalo nároky v průběhu pojistného období, umožnilo vytvořit rezervu pro nevybavené škody, umožnilo vytvořit technické rezervy, dále aby umožnilo pokrýt všechny výdaje komerční pojišťovny, umožnilo vytvořit zisk, a aby umožnilo vytvořit fond na zábranu škod. Výpočet pojistného však musí zahrnout i další faktory, mezi které patří inflace, úrokové míry i konkurence.
Příklad možného kalkulačního vzorce pojistného:
- pro výpočet pojistného v pojištění majetku a odpovědnosti za škodu:[1]

PB = PN + NV + Z + ZŠ + PR
PB - pojistné brutto
PN - pojistné netto
NV -náklady vlastní
Z - zisk
ZŠ - příspěvek na zábranu škod
PR - jiné přirážky
- pro výpočet pojistného v životním pojištění:

PB = PN + α + β + χ + δ + Z + PR
PB - pojistné brutto
PN - pojistné netto
α - jednorázové počáteční náklady
β - běžné správní náklady po celou dobu pojištění
χ - běžné inkasní náklady
δ - běžné správní náklady spojené s výplatou důchodu
Z - zisk
PR - jiné přirážky
Netto pojistné je část brutto pojistného, jež je určena ke krytí výdajů komerční pojišťovny na pojistná plnění, a to včetně tvorby rezerv. Hodnota netto pojistného odráží velikost rizika a je rozhodující složkou brutto pojistného. Při stanovení výše netto pojistného vycházejí komerční pojišťovny ze statistických údajů o pravděpodobnosti výskytu daného rizika a z údajů o velikosti škod v důsledku realizace daného rizika.
Vlastní náklady či náklady na provoz či správní náklady jsou spojené
a) s náklady na správu jednotlivých pojistných smluv;
b) s náklady na provoz komerční pojišťovny → mzdové náklady (největší podíl mají provize za sjednání pojištění), materiálové náklady, finanční náklady aj.
Zisk či ziskovou přirážku kalkulují komerční pojišťovny pouze u neživotních pojištění, a to podle jednotlivých druhů. Do ceny životního pojištění se zisk obvykle nezahrnuje. Je to dáno odlišným charakterem tohoto pojištění, kdy zisk je vytvářen především v souvislosti s výnosy z investování rezerv životního pojištění.
Při výpočtu pojistného může dojít k tzv. podcenění rizika, což znamená, že sazba pojistného je stanovená nízká a pojištění se dostává do ekonomické nevyrovnanosti. Podcenění rizika a pojištění se dostává do ekonomické nevyrovnanosti. Podcenění rizika je charakteristické také i vysokou škodovostí. Samotná vysoká škodovost nemusí být jen signálem nízkých sazeb. Může odrážet i malý zájem o pojištění, resp. nedostatečné proniknutí pojištění mezi klientelu vinou slabé propagace.
V případě přecenění rizika může sice pojišťovna v prvopočátku získat vyšší příjmy a tedy i zisky, ale to jen za předpokladu, že o pojištění bude zájem. Tento zájem, ale rozhodně v krátké době opadne, protože pojištěný nebude mít požadovanou pravděpodobnost získat adekvátní pojistnou službu. Přecenění rizika je charakteristické vysokými sazbami a nízkou škodovostí.

Pojistné musí být dostatečné, aby:
- umožnilo vytvořit technické rezervy

- umožnilo pokrýt všechny náklady komerční pojišťovny

- umožnilo vytvořit zisk

- reagovalo na inflaci

- reagovalo na změnu úrokové míry

- reagovalo na konkurenci

- reagovalo na změny daňových předpisů

- reagovalo na kurzové změny

Pojistné je stanoveno na dohodnuté pojistné období. Neuhrazením předepsaného pojistného ve stanovené nebo dohodnuté lhůtě pojištění zaniká a pojišťovna má nárok na dlužné pojistné. Po odpočítání nákladů je základem pro výpočet daně z příjmu pojišťovny. Předpis pojistného je účetní seznam všech položek pojistného, které se v daném časovém rozpětí (účetním období) mají uhradit pojišťovně.
Předepsané pojistné je důležitým ukazatelem výkonnosti každé komerční pojišťovny za příslušné období. Podle jeho výše se komerční pojišťovny seřazují na pojistném trhu v daném regionu či státě. Lze jej dělit na předepsané pojistné životního pojištění a na předepsané pojistné neživotního pojištění.